# Vionnaz
Vionnaz – miejscowość i gmina (commune) w południowej Szwajcarii, w kantonie Valais, w okręgu (district) Monthey.

## Demografia
W Vionnaz mieszka 2 805 osób. W 2021 roku 19,4% populacji gminy stanowiły osoby urodzone poza Szwajcarią. 

## Transport
Przez teren gminy przebiegają drogi główne nr 11 i nr 21. 